# فرد بلاكمان
فرد بلاكمان (بالإنجليزية: Fred Blackman)‏ (8 فبراير 1884 في المملكة المتحدة - ) هو لاعب كرة قدم بريطاني (وحمل سابقاً جنسية المملكة المتحدة لبريطانيا العظمى وأيرلندا) في مركز الظهير. لعب مع برايتون أند هوف ألبيون وهدرسفيلد تاون ونادي ليدز ‏.